# Апулей Руфин
Апулей Атулен Руфин (на латински: Apuleius Atulenus Rufinus) е политик и сенатор на Римската империя през края на 2 век.
През 190 г. Руфин е суфектконсул заедно със Септимий Север.